# 鮑勃·霍克
罗伯特·詹姆斯·李·“鮑勃”·霍克（英語：Robert James Lee "Bob" Hawke，1929年12月9日—2019年5月16日），澳大利亚工党籍政治家、前总理（1983—1991）。1929年12月9日生于南澳大利亚州博德敦，毕业于西澳大学及英国牛津大学，1956年被授予澳洲羅德學者。1980年当选为澳洲国会议员，后成为工党领袖兼国会反对党领袖。1983年出任第23任澳大利亚总理，并曾四度带领澳大利亚工党获得联邦大选的胜利，接连执政至1991年，是迄今任期最长的工黨黨籍總理。2019年5月16日于悉尼逝世，享年89岁。

## 早期生活
鮑勃·霍克出生於澳洲聯邦南澳州博德敦（Bordertown），其中他的叔叔阿尔伯特·霍克更是时任西澳大利亚州州长（1953-1959年）。后霍克毕业于西澳大学，并获得了法律与学术的双学位。18岁时，霍克遭遇的一次车祸改变了他的命运，这促使他开始往更高的目标进发。1954年，在羅德獎學金的贊助下，霍克留学牛津大学大学学院，改为研究澳大利亚的工资评定系统，在此期间，霍克创下喝啤酒的世界纪录（现已被打破），这后来成了许多男性澳大利亚选民支持他的一个原因。
1956年，娶Hazel Masterson為妻，育有四個子女，並獲得澳洲國立大學獎學金，前往首都坎培拉進修法律，並在入學後，成為學生校務會議代表。1970年代起與Blanche d'Alpuget發展婚外情。後與妻子Hazel Masterson分居，但因為免損害其政治仕途才一直未有對外公開，而其妻子亦一直履行總理夫人職責，兩人亦在公開場合中共同出現，直至1991年霍克卸任後方先對外宣布分居，再正式離婚。

## 政治生涯
在完成学业不久后，霍克开始进入澳大利亚工会理事会（ACTU）工作，为条件不太好的劳工而工作。1969年，霍克当选为全澳总工会主席，从此成为一位具有知名度的人物。1973年霍克成为澳大利亚工党全国主席，并很快作为了当时的惠特拉姆政府中的杰出人物。

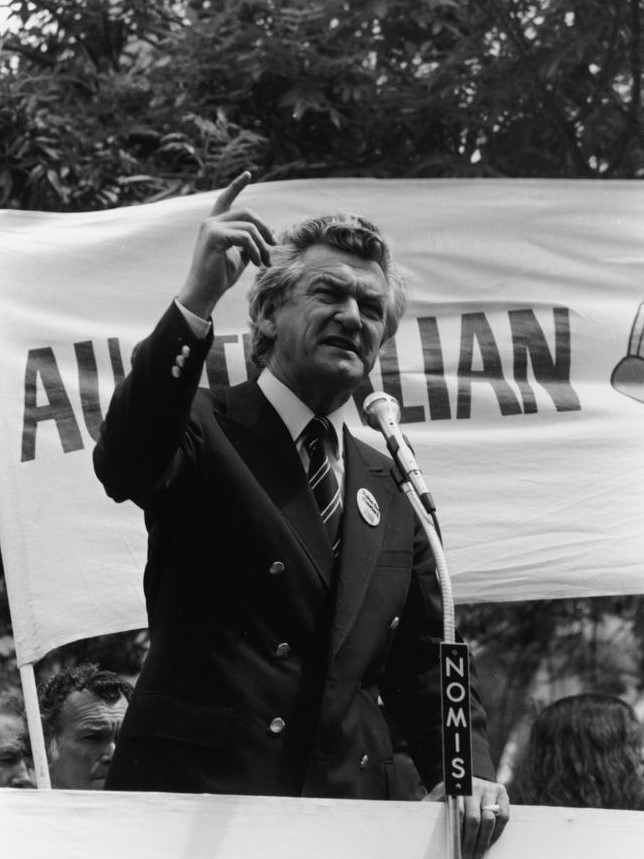
1980年10月的霍克

1980年，霍克當選聯邦下議院議員，正式涉足联邦政坛。随即他获时任工党领袖比尔·海登邀请进入影子内阁，成为影子就业及劳资关系部长，其欢迎度很快就胜过海登。1982年，时任总理马尔科姆·弗雷泽企图提前大选，而海登领导下的工党却并未有足够的支持夺回执政权，霍克取而代之成为党首的传言也开始散播。
1982年，海登宣布进行党团的领导权投票，但最终霍克以5票之差败给海登。但是很快随着工党在补选中的败北，海登地位再次不保，1983年2月，海登在党内劝说下被迫辞职，而霍克则顺利自动当选工党领袖，宣布代表工黨参选总理，此时离投票已不到一个月。

### 联邦总理
1983年3月5日，工党以压倒优势打败自由党，霍克成功当选总理，展開工黨長達13年的執政，当天恰巧也是霍克父亲的生日。霍克上任后，其实行了新的内阁体制，只有最重要的部分部长才参加内阁，其余一般部长不参加内阁会议。与此同时，工党党团也建立起更加正式稳定的派系体系，这很大程度上改造了工党党团的运作。他亦推行了不少重大或具意義的政策如下：
- 加快澳洲國營企業的民營化
- 1983年起使澳洲元加入自由浮動機制
- 1984年確認《前進澳洲美之國》為國歌
- 1986年《與澳洲关系法》獲伊莉沙白二世女王簽署，規定新成立的澳洲高等法院取代英国樞密院司法委員會對澳洲案件的终审权；而各州督不再與英國政府有關，而是作為澳洲君主個人、直接的代表[2]
- 1989年出訪韓國時，提出建立亞洲太平洋經濟合作組織（APEC）的概念并實施，被認為是近15年來引導了亞洲和太平洋地區經濟的重要舉措
- 多項保護環境政策，如禁止在塔斯曼尼亞的富蘭克林河上築堤，以及禁止在北領地的原住民地區採鈾礦

在1991年，他與副手基廷漸生不和，對方最初挑戰自己不成，但霍克最後於一次黨圑會議投票中敗給對方，他遂旋按慣例辭任總理。他回到議會後座，直至於翌年二月辭去眾議員一職。

## 晚年生活
他於1992至1995年間擔任母校澳洲國立大學（ANU）太平洋研究和社會科學學院兼職教授。
1995年與首任妻子離婚，同年與其早生婚外情的錯誤：語言代碼「enBlanche d'Alpuget」不存在結婚。
霍克在2007、2010、2013及2019年的大選中皆為工黨助選。當中在2019年的競選活動中，霍克与基廷於5月初发表了联合声明，赞同工党的经济计划，谴责對手自由党「完全放弃经济改革议程」。他们指出，「比爾·蕭藤的工党是唯一一个致力于经济现代化以应对我们这个时代的主要挑战——人为诱发的气候变化的政党」。但他的身體狀況已欠佳，無法親身與其餘三位在世工黨籍前總理一同出席競選活動。霍克最後未能見證大選成果，他在大選前兩日（即同月16日）在家中去世，享年89岁。

## 政治觀點與性格
他是共和派的支持者，但多次粉碎了共和派的計劃，使澳洲仍然留在英聯邦內。但他認為澳洲成為共和國是不可避免，也因此促成在1986年結束與英國特殊的憲政關係，僅維持英女王作為澳洲國家元首的地位。支持澳洲成為共和國的主張也在1991年成為澳洲工黨黨綱的一部分。
1986年，霍克形容由马哈迪·莫哈末领导的马来西亚吊死两名澳洲毒贩做法野蛮，引发两国的外交纷争。然而10年后（1997年3月26日），霍克改变初衷，形容马哈迪“无论从任何标准来看，应该被列为当今世界的其中一名杰出领袖”。
霍克的性格成為下台的原因。1991年，作為黨內偏右派的他在時任財政部長、左派的保羅·基廷多次挑戰下終在黨團會議中失利，由基廷接任。

## 荣誉

### 澳大利亚勋章奖章
- 澳大利亚同袍勋章（1979年1月26日[7]）

### 外国勋章奖章
- 旭日大绶章（日本，2011年11月3日公布[8]）